# Historiografía inglesa
Atendiendo a criterios puramente semánticos, el Diccionario de la lengua española, elaborado por la Real Academia Española, define historiografía, en su primera acepción, como la "disciplina que se ocupa del estudio de la historia", y en su tercera acepción, como el "conjunto de obras o estudios de carácter histórico". Podemos denominar historiografía inglesa al conjunto de obras historiográficas producidas en lengua inglesa (fundamentalmente en Gran Bretaña). Son igual de precisas las denominaciones «historiografía inglesa» e «historiografía en lengua inglesa», pues el adjetivo "inglés, sa" se refiere, en su tercera acepción, a aquello que es "perteneciente o relativo al inglés" como lengua (DRAE).

## Período victoriano
En Carlyle a la historia se unía la profecía, pero hubo otros historiadores más tranquilos que hicieron de esta época una de las más grandes de la historiografía inglesa. A diferencia de nuestros contemporáneos, trataron a la historia como un arte; pero el arte experimentó cada vez más la presión de la ciencia y al fin capituló ante la demanda de documentación. Cuando empezó nuestra época, la historiografía era una rama del arte de la política.

## Historia de Europa
Sir Archibald Alison (1792-1867), hijo del sacerdote episcopaliano y ensayista escocés Archibald Alison (1757-1839), fue un notable historiador. Durante un viaje a Francia en 1814 concibió la idea de su Historia de Europa, que se ocupa del período comprendido entre el estallido de la Revolución francesa y la Restauración borbónica, y consta, en su edición original (1833-42), de diez volúmenes; la Historia conoció un éxito casi sin precedentes en obras de su género. En pocos años alcanzó las diez ediciones, y fue traducida a numerosas lenguas europeas, así como a la árabe y la indostánica. En el momento de la muerte del autor se aseguraba que habían sido vendidos 108.000 volúmenes de la edición para bibliotecas y 439.000 volúmenes de la edición popular. Su intención era, como él mismo dice, mostrar la corrupción de la naturaleza humana y la superintendencia divina de las cuestiones humanas. Reunió, aunque no siempre de forma bien organizada, una inmensa cantidad de información que antes había sido prácticamente inaccesible para el público en general; y sus descripciones de lo que puede llamarse historia externa ―de batallas, asedios y desfiles de pompa― resultan enérgicas e interesantes. Por otro lado, los defectos de la obra son numerosos y flagrantes.
Desde comienzos de la década de 1830, Alison ya estaba trabajando duro en su Historia, cuyos dos primeros volúmenes aparecieron en abril de 1833. El libro tuvo su recorrido: se imprimió un número creciente de los subsiguientes volúmenes y se publicaron nuevas ediciones de los primeros; los volúmenes posteriores fueron regularmente editados a un ritmo de uno cada dieciocho meses. El libro sería posteriormente revisado con frecuencia a medida que el autor obtenía nuevos materiales. Para 1848 se habían vendido 100.000 ejemplares en los Estados Unidos. Fue traducido al francés, al alemán e incluso al árabe, lengua en la que fueron publicados 2.000 ejemplares. Se trata de una obra enormemente laboriosa, y ofrece un útil relato de una época importante, pero resulta extremadamente prolija, parcial y a menudo prosaica. No obstante, gozó de unas ventas enormes. Posteriormente, el autor publicaría (1852-59) una continuación de su gran obra que abarca el período comprendido entre 1815 y 1852 (el período histórico de la Restauración borbónica, la Monarquía de Julio y la Segunda República Francesa). Tuvo unas ventas considerables, aunque fue desfavorablemente recibida por la crítica.
El siglo XIX iba a producir numerosos historiadores: Froude, Lecky, Hallam y otros, pero el más original fue Thomas Carlyle (1795-1881), que únicamente utilizaría la historia como medio para exponer sus doctrinas, pero que, en conjunto, trató de usarla con honestidad. Compuso una serie de estudios históricos, entre los cuales el más antiguo, The French Revolution (La Revolución francesa), le ganaría ya fama en 1837. El lector se ve afectado por el estilo antes de que pueda impresionarle su pensamiento. Las frases avanzan como una cascada, precipitándose, y embarulladas como si las propias palabras estuvieran enfurecidas con el mundo. El efecto varía desde la ironía cómica a la auténtica elocuencia, y Carlyle había ido aumentando sus dones naturales debido a los estudios que había hecho de prosistas como Sterne y Fichte, el filósofo alemán, quienes pretendían siempre sorprender al lector con su lenguaje. La Historia de la Revolución francesa, en su día tachada de dogmática por la crítica, no es exactamente una historia, sino una especie de poema épico sobre este acontecimiento histórico, una romántica exaltación de la forma en que se manifestó una fuerza nacional que él consideraba constructiva. Es un triunfo del estilo. Las frases retorcidas y entretejidas desafían todas las reglas de la composición y llegan a constituir una retórica más eficaz. No puede haber nada que iguale la narración que hace Carlyle de la toma de la Bastilla y de las muertes de Marat y Robespierre. Su originalidad, brillantez e intensidad asombraron al mundo, y la reputación del autor como uno de los hombres de letras más destacados de su país quedó inmediata y definitivamente consolidada.
En 1851 comenzó su obra más extensa, aunque no más importante: Historia de Federico II de Prusia, que le ocupó desde ese año hasta 1865, y en relación con la cual realizó dos visitas a Alemania en 1852 y 1858. Se trata de un trabajo de investigación asombrosa y abunda en pasajes brillantes, pero carece de la concentrada intensidad de la Historia de la Revolución francesa. De entre sus obras es, sin embargo, la que goza de más alta reputación en Alemania. También escribió una Historia de los primeros reyes de Noruega (1875), que resume fervorosamente la obra clásica del islandés Snorri Sturluson. Creía en la superioridad de las razas nórdicas; fue, con Fichte, uno de los padres del nazismo. Había aprendido del romanticismo la manera en que había que traer el pasado a la vida, vivo en los detalles, y esto lo consigue en los estudios que realiza sobre la Revolución francesa y sobre Cromwell, y con menor éxito en su larga obra dedicada a Federico el Grande.
Geografía histórica de Europa, de Edward Augustus Freeman (1823-1892), apareció en 1881-82. Freeman había trabajado en esta obra desde 1878. Desde 1886 trabajó en su Historia de Sicilia, que planificó a gran escala. Emprendió esta obra principalmente porque las venturas de la isla ilustraban su teoría predilecta de la unidad de la historia; Sicilia era, habría de decir, "la isla ecuménica, el punto de encuentro de las naciones". El alcance de su erudición histórica era amplio. Durante algún tiempo se sintió especialmente atraído por la historia de los griegos y de los romanos; después durante muchos años su atención estuvo consagrada en gran parte a la primitiva historia de la nación inglesa, y en su vida postrera encontraría su mayor placer en el estudio de la historia, la arquitectura y la arqueología de los pueblos del Mediterráneo.
Su obra histórica se distingue por su aptitud crítica, su precisión y exactitud expositivas, y un cierto fervor espiritual. Su criterio rara vez se veía influido por los sentimientos, y sus apreciaciones de carácter resultan por regla general magistrales. Incluso donde parece parcial da a sus lectores plena oportunidad de poner a prueba sus conclusiones y nunca tergiversa sus fuentes. Los hechos históricos poseían en sí mismos, y aparte de su importancia relativa, una atracción tan fuerte para él que su narrativa está a veces demasiado congestionada. Freeman repite una sola idea una y otra vez con palabras ligeramente diferentes. De ahí que algunos de sus libros resulten demasiado largos y prolijos para ser populares. Sin embargo, cuando tenía que escribir en un espacio reducido, como en su Esbozo general de historia europea, su poder de condensación es tan notable como su amplitud de miras.
Abarcó la historia griega, la romana y la primera parte de la inglesa, junto con algunas partes de la historia medieval extranjera, y poseía un conocimiento académico aunque genérico del resto de la historia del contexto europeo. Consideraba la perdurable vigencia de Roma como "la verdad central de la historia europea", el vínculo de su unidad, y emprendió su Historia de Sicilia (1891-94) en parte porque ilustraba esa unidad. Su último gran libro es un monumento de erudición histórica, y contiene varios pasajes de espléndida escritura.
Freeman fue el apóstol de la unidad de la historia. Se propuso demostrar esa unidad en la Historia de Sicilia, ya que en dicha isla habían representado sus papeles muchas razas y culturas. Pero el relato parece desarticulado.

## Historia de Gran Bretaña
La creencia de que solamente eran viables los grandes imperios mundiales ―tres o cuatro a lo sumo, entre los cuales Estados Unidos y Rusia― tenía claros ecos darwinistas y era compartida por políticos de la importancia de Chamberlain y Salisbury. Ejemplo de este nuevo clima, y a su vez un factor que contribuyó a precisarlo y divulgarlo, fue la producción de tres historiadores que, con pocos años de diferencia, publicaron libros destinados a convertirse en clásicos de la ideología imperial británica: Greater Britain (Dilke, 1868), The Expansion of England (Seeley, 1883) y Oceana, or England and her Colonies (Froude, 1886). Fue el segundo de estos títulos el que tuvo un impacto mayor ―en 1885 ya habían sido vendidos 80.000 ejemplares― y más duradero ―permaneció en catálogo hasta 1956―. Junto a la defensa de una mayor vinculación entre la metrópoli y sus colonias y la exaltación de los logros británicos en términos de superioridad racial, presente en los tres, lo característico en Seeley es el protagonismo que concede al estado ―y no a las individualidades― en la construcción y expansión del imperio y la intención moralizadora y didáctica de su obra, razón por la que sería muy empleada en los centros de enseñanza.
Como historiador, las facultades más reconocidas de Philip Henry Stanhope, V conde Stanhope (1805-1875), eran la honestidad y la laboriosidad, y, aunque sin ninguna pretensión de genio, escribía en un estilo claro y legible. El valor de sus obras consiste en gran parte en el uso que hizo de valiosas fuentes manuscritas inaccesibles a otros. En su Historia de Inglaterra desde la paz de Utrecht hasta la paz de Versalles, 1713-1783 (en 7 volúmenes, 1836-53), Stanhope desarrolla la teoría un tanto extravagante de que los whigs y los tories intercambiaron principios y políticas entre los siglos XVIII y XIX. La última obra importante de Stanhope fue la Historia de Inglaterra, comprendiendo el reinado de la reina Ana hasta la paz de Utrecht (1870). Ésta pretendía abarcar el período comprendido entre el final de la Historia de Macaulay y el comienzo de la Historia de Inglaterra, 1713-1783 del propio Stanhope. Es esmerada, pero su estilo sale mal parado de la comparación con el de Macaulay.
Tal vez la obra más importante de Harriet Martineau sea la Historia de Inglaterra durante los treinta años de paz, 1816-1846, que apareció en 1849. Se trata de una excelente historia popular escrita desde el punto de vista de una "radical filosófica".
El historiador característico de los cincuenta, Thomas Babington Macaulay (1800-1859), había apartado decididamente la mirada de la vieja concepción de la religión revelada. Nutriéndose de la escuela de los grandes historiadores panfletarios liberales, George Grote y Henry Hallam, Macaulay combinaba los dones de la memoria, la convicción entusiasta, la descripción y la expresión literaria, lo que otorgaba a sus escritos históricos una resonancia inigualable (incluso por Michelet) en la literatura moderna. A pesar de sus carencias de gusto y equidad, los resplandecientes dones de Macaulay le permitieron llevar a cabo para el período que abarca desde Carlos II hasta la paz de Ryswick lo que Tucídides había llevado a cabo para la guerra del Peloponeso. La historia se convierte en obra de arte literario en manos de Thomas Macaulay, quien cultivó la historiografía de sesgo liberal en la línea de George Grote, ámbito en el que fue la figura suprema. En él se unen un gran escritor y una inteligencia poco común. A pesar de la brillantez de sus ensayos, no pueden compararse por su sólido valor con la History of England. Aunque en algunas ocasiones se la haya descartado como una mera justificación de la política whig, la obra posee seguridad y un plan que se combina con el incomparable uso del detalle del que Macaulay hace gala. En ninguna obra anterior se había conseguido hacer vivir con tal claridad la historia de Inglaterra, y aunque Macaulay no tuvo predecesores, es posible que haya tomado algo prestado del imaginativo tratamiento del pasado de un Scott y de la maestría formal de un Gibbon.
En los cinco volúmenes de su Historia de Inglaterra desde Jacobo II (1848-61), Macaulay sigue la gran tradición de Gibbon, en estilo y concepción. Comenzó su Historia de Inglaterra en marzo de 1839, con la intención de incluir el período comprendido entre la Revolución de 1688 y la muerte de Jorge III, pero por algún tiempo sus energías aún se repartieron entre esta tarea, las exigencias de la Edinburgh Review y la política.
Durante 1848, pasaron por imprenta los dos primeros volúmenes de la Historia, y tras su publicación en noviembre tuvieron un éxito solo comparable en la historia literaria inglesa a las novelas de Scott y Dickens, y posiblemente a los poemas de Byron. Se vendieron trece mil ejemplares en cuatro meses. Los volúmenes tercero y cuarto de la Historia fueron publicados en diciembre de 1855. El éxito fue tan grande como el de los dos primeros volúmenes.
Macaulay era capaz de evocar de una manera vívida intrigas y batallas. La Historia de Inglaterra consiste en un amplio panorama de Inglaterra desde la dominación romana hasta la Restauración, seguido de un estudio político e institucional, detallado y profundo, desde Carlos II (1660) hasta la muerte de Guillermo III (1702). Los cuadros que dibujó con tan exultante fuerza están estampados de manera inefable en el imaginario popular. El gran lienzo de la muerte de Carlos II, inserto en la Historia, es justamente célebre. No solo los hechos principales están claramente ordenados, sino que las palabras, los gestos, los movimientos y las posiciones de una multitud de figuras están estudiados en la perspectiva justa y todo plenamente comprobado. El período que eligió para ilustrarlo fue la Revolución Gloriosa, o sea el destronamiento de Jacobo II y el establecimiento de la monarquía constitucional por los grandes clanes liberales. Fue un acontecimiento de la mayor importancia para la historia de la libertad de Inglaterra, y Macaulay invocó todos sus sorprendentes recursos para hacerle justicia. Sus principales defectos no se dan en los detalles, sino más bien son una falta de sutileza con respecto a las caracterizaciones y los motivos, una propensión a concebir la historia demasiado exclusivamente como algo político, y la secuencia de acontecimientos históricos como una especie de progreso ordenado hacia los ideales materiales del comercio global y el optimismo whig exteriorizado en la Gran Exposición de 1851. No titubea en sus creencias. Los liberales tenían la razón, y los conservadores no; los liberales traían la libertad, y los conservadores defendían la tiranía. La Historia ha sido traducida al alemán, polaco, danés, sueco, italiano, francés, neerlandés, español, húngaro, ruso, checo y persa.
Dotado de una asombrosa memoria, un conocimiento de vasto alcance y un flujo inagotable de oratoria dispuesta y eficaz, en sus escritos no escatimó esfuerzos en la recolección y disposición de los materiales, y era incapaz de resultar deliberadamente injusto.
En 1849, James Anthony Froude (1818-1894), diácono, historiador y ensayista inglés, se embarcó en una elaborada contribución a la Historia de Inglaterra en el siglo XVI. Esta resultó ser la principal empresa de su vida, y en ella estuvo ocupado durante los siguientes veinte años. Los dos primeros volúmenes de su Historia de Inglaterra fueron presentados en 1856. Se publicaron entregas adicionales de dos volúmenes cada una en 1858, 1860, 1863, 1866 y 1870. El título con el que se publicaron los primeros volúmenes era Una historia de Inglaterra desde la caída de Wolsey hasta la muerte de Isabel, pero antes de publicar el undécimo volumen Froude llegó a la conclusión de que la derrota de la Armada Española sería un final más dramático para la historia, y en consecuencia el título fue modificado. Literariamente, esta obra ocupa un lugar entre las más grandes producciones de su siglo; pero en su tratamiento resulta mucho más dramática, ética y polémica que histórica en sentido estricto. El libro de Froude fue un éxito inmediato; en 1858 fue requerida una segunda edición de los dos primeros volúmenes; en 1862-64 una tercera edición de los volúmenes I-IV, VII y VIII.
El libro confirmó de inmediato a Froude como uno de los más grandes prosistas ingleses del siglo XIX; su valor histórico es más discutible. Froude expone un punto de vista definido ―resultado por un lado de su antipatía hacia el catolicismo y, por otro, de su simpatía con la doctrina del culto al héroe de Carlyle―. La principal característica de su historia es su reivindicación de Enrique y del carácter antieclesiástico de la Reforma. Esta parcialidad, que suscitó graves ataques, y el descuido con el que Froude utiliza, de manera no poco frecuente, sus referencias, perjudica al efecto de su gran esfuerzo. Probablemente ninguna historia previa haya incorporado tanto material inédito.
Sus contribuciones sobre temas históricos y de otro tipo a la Westminster Review y al Fraser's Magazine serían posteriormente recopiladas y publicadas en los cuatro volúmenes de Pequeños estudios sobre grandes temas. La primera serie de estos Estudios apareció en 1867, la segunda en 1871, la tercera en 1877, y la cuarta en 1883.
Como escritor de prosa inglesa pocos le igualaron en el siglo XIX; y la facilidad y elegancia de su estilo, su facultad para la presentación dramática, y su dominio del arte de la descripción pintoresca han asegurado para su Historia un lugar permanente en la literatura inglesa en prosa.
Para Froude, la historia no ofrece una tesis científica, y ni siquiera enseñanzas políticas. Es un drama de personas y sucesos tan adidáctico como Homero o Shakespeare, pero capaz, como ellos, de proporcionar muchas enseñanzas de acuerdo con la perceptibilidad del lector. En consecuencia, su estilo es extraordinariamente pintoresco y dramático, como lo son también los asuntos que prefirió tratar. La época de la Reforma y de los Tudores se distinguió en personalidades notables y en contrastes dramáticos, y Froude (tras una breve profesión de imparcialidad) se lanza alegremente a la refriega en beneficio de sus favoritos. Así, se pone del lado de Lutero contra Erasmo, y en favor de los dos contra el papado, en La época de Erasmo y Lutero (Pequeños estudios sobre grandes temas), y el contraste que se permite trazar entre la santidad de la Iglesia católica del siglo XIII y la corrupción de la del XV es tan vivo e impresionante como mal fundado en hechos reales. Su estilo hizo de él un consumado conferenciante sobre materias históricas. Cuando está mejor es cuando trata de hombres de su mismo arrojo, como en Navegantes ingleses del siglo XVI.
John Hill Burton (1809-1881), abogado, biógrafo e historiador escocés, comenzó su carrera como historiador con la publicación en 1853 de la Historia de Escocia desde la Revolución hasta la extinción de la última insurrección jacobita, a la que añadió (1867-70) la Historia de Escocia desde la invasión de Agrícola hasta la Revolución, en siete volúmenes, completando así una narración continuada. La primera parte abarca el período desde la Revolución hasta la rebelión de 1745. Al igual que Hume, Burton ejecutaba su tarea a plazos, y sin una adhesión estricta al orden cronológico, un método inspirado en su caso por una delicada renuencia a entrar en manifiesta competencia con su predecesor Tytler en vida de éste. Una nueva y mejorada edición de la obra aparecería en 1873. Su última obra independiente de gran alcance fue su Historia del reinado de la reina Ana, publicada en 1880; resulta muy inferior a su Historia de Escocia.
Las obras históricas de Burton exhiben mucha labor de investigación y un espíritu de candor y honestidad, y poseen pasajes pintorescos y enérgicos, pero su estilo es desigual y con frecuencia carecen de solemnidad. En conjunto, no obstante, la suya es considerada como la historia de Escocia más generalmente digna de confianza y valiosa existente en su momento. Su enorme buena fortuna consistió en ser el primero en introducir los principios de la investigación histórica en la historia de Escocia. Todas las tentativas anteriores habían estado muy por debajo del patrón moderno en estas cuestiones, y la historia de Burton será siempre memorable pues marcó una época. Sus principales defectos como historiador son la falta de imaginación y una indigna familiaridad en el estilo, que, no obstante, preserva al menos su historia del embotamiento del que suele ir acompañada la falta de imaginación.
Su estilo resulta siempre inferior al tema; hay una carencia total de armonía y unidad; y la obra en conjunto produce la impresión de una serie de inteligentes y meritorios artículos de revista. Provisto a la perfección de todas las cualidades comunes e indispensables del historiador, él está desprovisto de todas aquellas que exaltan la composición histórica a la esfera de la poesía y el teatro. Su lugar es más bien el de un sagaz crítico de la historia.
El historiador inglés Henry Thomas Buckle (1821-1862), al heredar una cuantiosa fortuna y una voluminosa biblioteca, se dedicó a viajar y a estudiar, con el fin de preparar una gran obra que había proyectado: la Historia de la civilización en Inglaterra. Como introducción a ésta puso en consideración las condiciones de la civilización en otros países, pero apenas había completado esto cuando le sobrevino la muerte en Damasco en 1862. El primer volumen fue publicado en 1857, y el segundo en 1861. En ambos se muestran los resultados de una gran cantidad de lecturas; pero no están exentos de puntos de vista unilaterales y generalizaciones que descansan sobre datos insuficientes. Buckle posee, no obstante, el mérito de haber aportado una nueva idea de la historia y del método de escribirla. La obra completa iba a alcanzar los 14 volúmenes.
Su Historia es notable por la amplitud del tema y la audacia de su tesis, y logró para su autor una reputación que apenas ha sido conservada. Se trata de una gigantesca introducción inacabada, cuyo plan era, en primer lugar, formular los principios generales del método del autor y las leyes generales que rigen el curso del progreso humano; y, en segundo lugar, ejemplificar estos principios y leyes a través de las historias de ciertas naciones caracterizadas por rasgos prominentes y peculiares: España y Escocia, Estados Unidos y Alemania. Sostenía que las sociedades, como los demás seres vivos, podían ser variables en lo particular, pero que en su conjunto estaban sometidas a leyes estrictas; creía que las diferencias de clima, suelo, alimentación y aspectos de la naturaleza producían un efecto acumulativo sobre los diferentes pueblos, y a éste añadía los efectos del progreso constante de la actividad mental. Buckle era un concienzudo adepto a la escuela empírica inglesa, en aquel momento bajo el liderazgo de J. S. Mill. Sus especulaciones están ya anticuadas, porque no disponía del método que ha llegado a ser considerado como sumamente importante por los pensadores de su propia escuela. Pero su poderío literario era muy grande; el vigor de su composición nunca decae a lo largo de, al menos, su primer volumen; el alcance de sus conocimientos y su dominio de todos sus recursos son notables, y aunque sus conclusiones no son ni muy nuevas ni valiosas para los pensadores serios, están expuestas con una fuerza retórica admirablemente apropiada para impresionar al lector menos cultivado. Buckle tuvo numerosos predecesores en su doctrina, pero propagó ésta con un vigor sin precedentes en la literatura inglesa, y que dará cierto valor permanente a un libro por lo demás nada fructífero en resultados positivos.
Edward Augustus Freeman (1823-1892), historiador y político liberal, fue un autor prolífico y un perspicaz polemista. En los años de la década de 1860 cimentó su reputación como historiador. En 1861 comenzó su History of Federal Government (Historia del Gobierno Federal), cuyo primer y único volumen apareció en 1863. Pero su reputación como historiador descansará principalmente en su History of the Norman Conquest (Historia de la conquista normanda) (1867-79), su libro completo más extenso. En común con sus obras en general, ésta se distingue por la exhaustividad de su tratamiento e investigación, su capacidad crítica, un notable grado de precisión, y cierta percepción del pasado obtenida de su experiencia práctica de los hombres y las instituciones.
Desde 1878 trabajó diligentemente en su William Rufus y otras materias, y en 1879 hizo dos breves viajes a Francia con el fin de visitar lugares relacionados con la historia de Rufus. El reino de William Rufus aparecería en 1882. La de Freeman fue una vida de labor literaria extenuante. Escribió muchos libros e incontables artículos para revistas, periódicos y otras publicaciones.
En política e historia sus intereses eran casi ilimitados. Estudió la política no como aquello que meramente concierne a las naciones individuales, sino como una ciencia que dominar mediante la comparación de las instituciones políticas de todas las naciones derivadas de un origen común. Su escritura es siempre enérgica y lúcida, y tanto en su Historia de la conquista normanda como en su Historia de Sicilia ocasionalmente imagina escenas vívidamente y en un lenguaje elocuente.
Freeman anticipó el estudio de la historia de Inglaterra en dos direcciones concretas: mediante la insistencia en la unidad de la historia, y mediante la enseñanza de la importancia y el uso adecuado de los referentes originales. La Historia no está, arguye, dividida "por un muro intermedio de separación" entre antigua y moderna, ni fraccionada en fragmentos como si la historia de cada nación se mantuviera aparte. Es más que una colección de narraciones; es una ciencia, "la ciencia del hombre en su carácter político". Aunque no llegó a utilizar fuentes manuscritas, Freeman prestó un servicio esencial al insistir en el uso de las mejores autoridades. Era laborioso y honesto, pero el controvertido repertorio de su mente a veces maquillaba su obra. Sus conocimientos de historia eran significativamente amplios, y en ocasiones mostraba una gran capacidad para la representación vívida.
Freeman elevó el estudio de la historia en Inglaterra a un nivel más alto que aquel en que lo encontró, principalmente inculcando la importancia de un uso crítico de las fuentes originales, de la precisión expositiva y del reconocimiento de la unidad de la historia. En amplitud de miras, minuciosidad de sus investigaciones y honestidad de su propósito, ningún historiador lo supera. Nunca oculta ni tergiversa intencionalmente nada, y no consideraba demasiado grande ninguna tarea que pudiera ayudarlo a trazar una imagen veraz del pasado. Sus larguísimas explicaciones son lo más gravoso, porque insiste en los mismos puntos en varios de sus libros. Su prolijidad se veía incrementada por su renuencia, al escribir sin límites establecidos, a omitir cualquier detalle, por insignificante que fuera. Su pasión por los detalles no solo inflaba sus volúmenes hasta un tamaño portentoso, sino que resultaba fatal para la construcción artística. La extensión de sus libros ha sido un obstáculo para su utilidad.
Samuel Rawson Gardiner (1829-1902) es el historiador de la Revolución puritana. Al finalizar su formación universitaria tenía ya planeada su gran obra, la Historia de Inglaterra desde el advenimiento de Jacobo I hasta la Restauración, e hizo de la consecución de esta tarea el gran objeto de su vida durante más de cuarenta años. Los dos primeros volúmenes aparecieron en 1863 bajo el título Historia de Inglaterra desde el advenimiento de Jacobo I hasta la caída del Juez Presidente Cooke. Esta primera entrega fue seguida en 1869 por El príncipe Carlos y el matrimonio español (2 volúmenes). Las entregas posteriores aparecieron bajo los siguientes títulos: la tercera entrega, Una historia de Inglaterra bajo el duque de Buckingham y Carlos I, 1624-1628 (2 volúmenes), publicada en 1875; la cuarta entrega, El gobierno personal de Carlos I (2 volúmenes, 1877); y la quinta, La caída de la monarquía de Carlos I (2 volúmenes, 1882). Estas cinco primeras entregas fueron reeditadas en un formato consolidado titulado Historia de Inglaterra desde el advenimiento de Jacobo I hasta el estallido de la Guerra Civil, 1603-1642 (10 volúmenes, 1883-84). La segunda parte de la obra, Historia de la gran Guerra Civil, 1642-1649, consistió en tres volúmenes editados por separado en 1886, 1889 y 1891, seguidos finalmente por otros tres volúmenes, titulados Historia de la Mancomunidad y del Protectorado, en 1895, 1897 y 1901. Gardiner había intentado llevar su historia hasta la Restauración de Carlos II, pero finalmente decidió terminarla con la muerte de Cromwell. El tercer volumen de La Mancomunidad y el Protectorado, que llevó la historia hasta el verano de 1656, se publicó en enero de 1901. Tras la muerte de Gardiner, la obra fue completada por Charles Harding Firth con dos volúmenes más, bajo el título Los últimos años del Protectorado (1909).
La producción continuada de estos dieciséis volúmenes fue posible gracias al metódico y extenuante afán de Gardiner. Examinaba sistemáticamente cada fuente de información. Su forma de tratar el tema es exhaustiva y filosófica, teniendo en cuenta, junto con la historia política y constitucional, los cambios en religión, pensamiento y estado de opinión durante su periodo, sus causas y sus tendencias. De las fuentes originales en las que está basada su obra, muchas de gran valor existen solo en manuscritos, y sus investigaciones con colecciones públicas y privadas de manuscritos, en el hogar y en los archivos de Simancas, Venecia, Roma, Bruselas y París, fueron infatigables y fructíferas. Su precisión es universalmente reconocida. Tal vez se sintiera atraído por el período puritano debido al hecho de descender de Cromwell e Ireton, pero lo cierto es que ha escrito sobre aquel sin otro propósito que exponer la verdad. A lo largo de toda su obra otorga un lugar destacado a todo aquello que ejemplifica el progreso humano en las concepciones morales y religiosas, así como políticas, y especialmente al surgimiento y desarrollo de la idea de tolerancia religiosa, encontrando sus fuentes no solo en las palabras y acciones de hombres de categoría, sino también en los escritos de panfletistas más o menos oscuros, cuyos ensayos señalan corrientes en la marea de la opinión pública.
La obra de Gardiner es extensa y minuciosa; los cincuenta y siete años que abarca son un período de excepcional importancia en muchos aspectos, y las acciones y caracteres de los principales personajes de aquel requieren un análisis cuidadoso. La extensión de su obra no es resultado de la verbosidad o la repetición. Su estilo es claro, absolutamente desprovisto de adornos y un tanto carente de fuerza; apela constantemente al intelecto antes que a las emociones, y rara vez resulta pintoresco, aunque al describir algunas escenas famosas, como la ejecución de Carlos I, escribe con patetismo y dignidad. Escribió otros libros, principalmente sobre el mismo período, pero su gran historia es aquella en la que pervivirá su nombre. Es un digno resultado de una vida de trabajo infatigable, un espléndido monumento de erudición histórica.
Sus páginas revelan su minuciosa ejecución y su resuelta devoción a la verdad. El libro estaba fundamentado en un conjunto de materiales hasta entonces desconocidos o utilizados de manera imperfecta, y esos materiales fueron ponderados y tamizados con destreza científica. Cada nueva edición fue corregida con concienzudo esmero a medida que veían la luz nuevas evidencias. En su relato, la precisión minuciosa y la investigación amplia se combinaban con el buen criterio, la perspicacia y cierto poder imaginativo. Gardiner consiguió exponer de manera justa y solidaria la posición y los propósitos de ambas partes. No se limitó a relacionar hechos, sino que rastreó el auge de las ideas religiosas y constitucionales subyacentes en el conflicto. El resultado de su trabajo fue hacer que el período por él tratado fuera mejor conocido y mejor comprendido que cualquier otro de la historia inglesa. Una narración que ocupa dieciocho volúmenes y llevó cuarenta años escribir resulta necesariamente un tanto desigual como composición literaria. Muchos críticos se quejaron de que el estilo de Gardiner carecía del pintoresquismo y la vivacidad de Macaulay o Froude; otros de que su método era demasiado cronológico. Ambas críticas eran verosímiles; pero se escogió el método cronológico porque permitía al historiador mostrar el desarrollo de los acontecimientos mucho mejor de lo que hubiera hecho una estructura más artificial. Él buscaba interesar a sus lectores mediante su lúcida exposición de los hechos y la justicia de sus reflexiones, en lugar de dar a la historia los atractivos de la ficción, y se contentaba con la distinción de ser el más fidedigno de los historiadores del siglo XIX.
El estilo sobrio y desprovisto de adornos de las obras de Gardiner las hizo poco recomendables para el común de los lectores, pero su eminente sabiduría, precisión, imparcialidad y la laboriosa búsqueda de la verdad que mostraban todas ellas otorgaron a su autor, desde el principio, el respeto y la admiración de los eruditos y de los estudiantes serios de Historia; y a medida que su gran obra iba avanzando fue reconocida como una contribución permanente a la literatura histórica.
John Richard Green (1837-1883) no tiene la estatura de Macaulay, pero sigue su línea, acentuando su tendencia social e institucionalista. Desde la década de 1860, Green había estado planificando diversas obras históricas, como una historia de la Iglesia de Inglaterra ―como muestra en una serie de biografías de los arzobispos de Canterbury― y una historia de Inglaterra bajo la dinastía angevina, que él se proponía fuera su obra magna. Sin embargo, su precario estado de salud le obligó a concentrar sus energías en la preparación de su Breve historia del pueblo inglés, que apareció en 1874 e inmediatamente le aseguró un lugar de primer nivel entre los historiógrafos. La Breve historia… alcanzó de inmediato una extraordinaria popularidad, y posteriormente sería ampliada a una obra en cuatro volúmenes. En este ambicioso trabajo, que abarca desde los tiempos del establecimiento de los anglosajones en Inglaterra (449) hasta la batalla de Waterloo (1815), y que por su vivacidad, precisión y sencillez de estilo alcanzó un éxito inmediato, se propuso demostrar que la historia de una nación no es solo la biografía de sus grandes hombres, sino también la apreciación de la vida y los sentimientos de los distintos sectores de la población. El principal objetivo del autor fue representar en su progresión la vida del pueblo inglés más que escribir una historia política de la nación inglesa. Para lograr este objetivo, desarrolló los resultados de sus muchas lecturas en una serie de brillantes cuadros. Si bien en general se muestra certero en sus exposiciones de hechos, y muestra una firme comprensión de la tendencia principal de un período, a menudo se basa más en sus fuentes de lo que certifican sus palabras, y es propenso a pasar por alto puntos que lo habrían obligado a modificar sus exposiciones y a rebajar el tono de sus coloridos. Este libro fusionó los materiales para la historia inglesa, y los presentó con una plenitud y unidad que nunca antes habían sido intentadas. Lo que Macaulay había hecho para un período de la historia inglesa, lo hizo Green para ésta en su conjunto. Partiendo de una masa de detalles dispersos construyó una serie de cuadros que estaban llenos de vida. Temas que antes habían sido tratados de forma independiente ―historia constitutional, historia social, historia de la literatura, historia económica y similares― fueron todos reunidos mediante su método. La profunda admiración del escritor por el concepto de libertad que los ingleses habían desarrollado para sí mismos, su plena solidaridad con los objetivos de la ambición popular, y el sublime tono de optimismo frente al futuro que fluía a través del libro, dieron a éste un valor moral y político, además de sus méritos literarios e históricos. El libro fue inmediatamente popular; su tratamiento era nuevo, su tono fresco y vigoroso, su estilo atractivo, su estructura clara.
La Historia tuvo un éxito como pocos libros sobre un tema serio han tenido en la literatura inglesa. Abandonando su proyecto de historia de los monarcas angevinos, Green se puso a trabajar para ampliar su libro a un formato más completo, de modo que debería contener más datos y proporcionar información detallada para sostener puntos de vista generales. Esta obra más extensa, que apareció en cuatro volúmenes en 1877-80, no se desviaba del punto de vista ya adoptado, y mantenía el título A History of the English People (Historia del pueblo inglés). Tras haber escrito la historia de Inglaterra para el pueblo de Inglaterra, decidió escribirla de nuevo para los eruditos. Comenzando con el fin de la dominación romana en Britania, reconstruyó la historia de la invasión y el asentamiento de los anglosajones, infundiendo vida en la arqueología y llevando sus conocimientos de las características físicas del país a la explicación de los escasos registros de los primitivos tiempos.
Sus historias posteriores, The Making of England (La formación de Inglaterra, 1882) y The Conquest of England (La conquista de Inglaterra, 1883), están más sobriamente escritas que sus primeros libros, y son valiosas contribuciones a la ciencia histórica. La formación de Inglaterra ceñía la historia inglesa a la consolidación de los reinos bajo Egberto, y daba muestra de las cualidades de Green como historiador crítico. Su inusual facultad para ocuparse de evidencias fragmentarias, su perspicacia para lo que resultaba esencial, su firme dominio de las cuestiones principales, su maduro conocimiento de todo aquello que podía ilustrar sus temas, sobre todo, su emoción por la realidad y su percepción de las probabilidades, le permitieron dar vida y movimiento al primer período de vida de la nación inglesa. Aparte de sus otras virtudes, este libro ejerció una gran influencia como ejemplo de los métodos por los cuales la arqueología puede convertirse en historia. Determinó el derecho de Green a un lugar destacado entre los historiadores críticos, y mostró en grado sumo todas las cualidades que se requieren para el mejor trabajo histórico. Su siguiente volumen sobre La conquista de Inglaterra habría de llevar la historia hasta la llegada de los normandos; fue publicado tras su muerte. El estilo de Green es sumamente brillante, pero carece de sobriedad y presenta cierta afectación. Puede decirse que la Breve historia… dio inicio a una nueva etapa en la historiografía, haciendo del progreso social, industrial y moral del pueblo su tema principal. Al infinito esmero en el acopio y selección de sus materiales, Green añadía un estilo maravillosamente encantador y una imaginación histórica que difícilmente ha sido igualada.
El nombre de Spencer Walpole (1839-1907) será recordado por su Historia de Inglaterra desde 1815, que abarcaría hasta 1880 con los cuatro volúmenes de la Historia de veinticinco años (1904). Los dos primeros volúmenes de la obra, que aparecieron en 1878, le otorgaron rápidamente un estatus como historiador. Unos conocimientos derivados de la experiencia del mundo que describe, una integridad mental superior, el espíritu de imparcialidad, un sentido justo de la proporción, una aptitud para el manejo de las estadísticas, con una percepción de las deducciones correctas que deben extraerse de ellas, y una precisión escrupulosa, son competencias de gran importancia para el historiador de acontecimientos recientes, y Walpole poseía todas ellas. Al igual que Macaulay, a veces se inclina demasiado a acentuar sus observaciones mediante el uso de la antítesis, y sus generalizaciones, aunque interesantes, no siempre resultan invulnerables cuando son sometidas a análisis.
La Historia de Inglaterra desde la conclusión de las Grandes Guerras en 1815 hasta 1856 apareció en su forma definitiva en 1890, cuando se publicó el último de los seis volúmenes; siguió a éste en 1893 un breve volumen titulado The Land of Home Rule ―un ensayo sobre la historia y la constitución de la isla de Man―. En 1904 aparecería una continuación de su historia bajo el título de Una historia de veinticinco años (1856-1880).
Richard Watson Dixon (1833-1900) fue también un prolífico poeta, pero es más conocido por su Historia de la Iglesia de Inglaterra desde la abolición de la jurisdicción romana (1877-1900), obra que felizmente viviría para concluir, estando el quinto y último volumen listo para su publicación en el momento de su muerte. Esta obra no es una historia filosófica de la Reforma, sino un relato histórico. Se hizo el esfuerzo, y se hizo con éxito, de narrar los acontecimientos uno tras otro tal y como sucedieron. El propósito de Dixon era en parte corregir el punto de vista de Froude sobre la Reforma en Inglaterra, y sostenía que "era necesaria una reforma en muchos aspectos; pero ésta fue llevada a cabo en su conjunto por medio de malos instrumentos, y acompañada de grandes calamidades".
La obra magna del historiador y ensayista irlandés William Edward Hartpole Lecky (1838-1903) es la Historia de Inglaterra durante el siglo XVIII (1878-90). Caracterizada por las mismas excelentes cualidades que sus anteriores libros, se ocupa de un tema generalmente más interesante y ha gozado de una gran aceptación. Su visión de la guerra americana y de las controversias que la originaron, es más favorable a la posición inglesa que la de algunos historiadores anteriores. Los dos primeros volúmenes del libro aparecieron en enero de 1878 y alcanzaron un éxito inmediato. La obra mantuvo ocupado a Lecky durante diecinueve años. Los volúmenes tercero y cuarto fueron publicados en 1882, el quinto y el sexto en 1887, el séptimo y el octavo en 1890. Cada sucesiva entrega incrementaba y confirmaba la fama del autor. La Historia se caracteriza por su lúcido estilo, por la plenitud y amplitud de las autoridades referidas y, sobre todo, por la imparcialidad judicial mantenida por el autor en todo momento. Estas cualidades son quizás más sobresalientes y más valiosas en los capítulos que tratan de la historia de Irlanda. El nombre de Lecky pervivirá principalmente por esta gran obra. El estilo es sólido, lúcido y sublime de principio a fin, nunca retórico o declamatorio, y nunca cae por debajo de su nivel. La narración avanza de manera sostenida, con la debida consideración a la secuencia cronológica; pero los acontecimientos y episodios están tan agrupados y conectados que hacen que el conjunto sea inteligible. Las limitaciones del tema y las necesidades de la narrativa histórica ayudan a corregir esa tendencia a la difusión, la recurrencia y la disposición defectuosa que resulta perceptible en las obras anteriores. La atención se concentra principalmente en movimientos e ideas políticas, pero la sociedad, el comercio, la industria, el arte y la literatura, y especialmente los asuntos eclesiásticos y el pensamiento religioso, tienen su hueco. Pero quizás las cualidades más valiosas en la obra histórica de Lecky sean el carácter filosófico de sus resúmenes y deducciones, la solidez de sus juicios sobre los hombres y los acontecimientos, y la escrupulosa imparcialidad con la que trata a todas las facciones y todos los credos. Indudablemente hay cierta carencia de colorido; pero como cuadro veraz de la Gran Bretaña del siglo XVIII en sus aspectos más importantes, el libro sobrepujaba a todas las obras anteriores.

## Historia de las grandes civilizaciones
El obispo e historiador Connop Thirlwall (1797-1875) escribió, entre 1835 y 1844, su monumental Historia de Grecia, que ocupa un lugar entre los clásicos de la historia. Esta obra, que conllevó una ingente labor, fue publicada originalmente en la Cabinet Cyclopædia del Dr. Dionysius Lardner. En comparación con la historia de Grote, la obra carece de entusiasmo por un ideal político definido y está escrita enteramente desde el punto de vista de un erudito. En este sentido, resulta superior y muestra además en algunos fragmentos un tratamiento más imparcial de las pruebas, especialmente con respecto a los gobiernos aristocráticos y absolutistas de Grecia. Su popularidad no fue tan inmediata como la de la obra de Grote. El primer volumen apareció en 1835 y el octavo y último en 1844.
Desde comienzos de la década de 1830, George Finlay  (1799-1875) se consagró a la labor literaria que ocuparía el resto de su vida. La gran obra de Finlay apareció en secciones, de la siguiente manera: Grecia bajo la dominación romana: una visión histórica del estado de la nación griega desde la época de su conquista por los romanos hasta la extinción del Imperio romano de Oriente (1844), Grecia hasta la conquista por los turcos (1851), Grecia bajo la dominación otomana y veneciana (1856) y La Revolución griega (1861). En 1877 todas ellas fueron reunidas bajo el título de Una historia de Grecia desde su conquista por los romanos hasta la actualidad (146 a.C.-1864 d.C.), y publicadas en siete volúmenes. El conjunto había sido exhaustivamente revisado por el propio Finlay, quien, además de proponerse de principio a fin una mayor condensación del estilo, había añadido varios capítulos nuevos, principalmente sobre temas económicos, refundido íntegramente la sección sobre la Grecia y la Trebisonda medievales, y añadido una continuación desde 1843 hasta la promulgación de la constitución de 1864. Por consiguiente, el período abarcado por la historia es no inferior a dos mil diez años.
Finlay emprendió varios viajes a diversos lugares del Levante; y como resultado de uno de ellos publicó un volumen Sobre el sitio del Santo Sepulcro, con un plano de Jerusalén (1847). La Historia de los imperios griego y bizantino desde 716 hasta 1453 se completó en 1854.
Finlay es un gran historiador del tipo de Polibio, Procopio y Maquiavelo. No resulta pintoresco o elocuente, ni es un maestro de la delineación de personajes, pero un singular encanto se adhiere a sus páginas partiendo de la perpetua conciencia del contacto con una inteligencia vigorosa. En la última parte de su obra habla con la autoridad de un testigo presencial perspicaz, aunque no totalmente desapasionado. Gibbon, tal como requiere su proyecto, exhibe los aspectos superficiales del período en una grandiosa panorámica; Finlay se sumerge bajo la superficie, y saca a la luz una riqueza de detalles sociales de los cuales el mero lector de Gibbon no podría tener ninguna noción.
Como historiador, Finlay tuvo el mérito de internarse en un campo de investigación que había sido descuidado por los escritores ingleses, siendo únicamente Gibbon una excepción parcial. Como estudiante, fue laborioso; como erudito era certero; como pensador, era a la vez agudo y profundo; y en todo lo que escribía era inquebrantable en su lealtad a los principios del gobierno constitucional y a la causa de la libertad y la justicia.
El liberalismo no menos que la erudición informaron la magistral Historia de Grecia de George Grote (1794-1871), historiador y parlamentario (1832-41). Desde 1843 dedicó todo su tiempo a la literatura, que, junto con la política, había sido su principal interés desde su juventud. Pronto cayó bajo la influencia de Bentham y los dos Mill, y fue uno de los líderes del grupo de teóricos conocidos como «radicales filosóficos». En 1845 publicó los primeros dos volúmenes de su propia Historia de Grecia, cuyos seis volúmenes restantes aparecieron a intervalos hasta 1856. Grote pertenece a la escuela de historiadores filosóficos, y su Historia, que comienza con las leyendas, termina con la caída del país en poder de los sucesores de Alejandro Magno. Es una de las obras de referencia sobre el tema, tema que su erudición le permitió tratar de una manera completa y exhaustiva; el estilo es claro y sólido. Se ha reeditado en varias ocasiones, y ha sido traducida al francés y al alemán.
Explorador, arqueólogo, historiador del arte, coleccionista, escritor, político y diplomático, Austen Henry Layard (1817-1894) fue conocido sobre todo por sus excavaciones en Nimrud y Nínive, donde descubrió en 1851 la Biblioteca de Asurbanipal. Sus obras más conocidas son aquellas que se ocupan de sus excavaciones. Las excavaciones en Nimrud fueron descritas en Nínive y sus restos (1848-49, en 2 volúmenes), mientras que Los descubrimientos en las ruinas de Nínive y Babilonia (1853) refiere su segunda serie de excavaciones; éstas fueron sus principales obras, las que le dieron fama y honores. Layard fue un excavador de gran éxito y describió su trabajo de manera brillante, pero no era un gran lingüista, y la labor de desciframiento de las inscripciones fue realizada en su mayor parte por Sir Henry Rawlinson.
En la década de 1840, el historiador Charles Merivale (1808-1893) estaba colaborando en una Historia de Roma, proyectada por la Sociedad para la Difusión de Conocimientos Útiles, cuando el afortunado fracaso del proyecto le dejó manos libres para reformular y continuar la obra de forma independiente y con otros editores. Tal fue el origen de su Historia de los romanos bajo el Imperio (1850-64, 7 volúmenes). Las excelentes virtudes de esta obra, que abarca el período desde el auge de los Graco hasta la muerte de Marco Aurelio, formando así un preludio a la Historia de la decadencia y caída… de Gibbon, son indiscutibles, mientras que su defecto reconocido, el descuido de las fuentes epigráficas, era difícil de evitar en las circunstancias en que se escribió. La buena aceptación de los tres primeros volúmenes fue tal que le indujo a publicar un epítome popular de ellos en un volumen, titulado La caída de la República romana: una breve historia del último siglo de la mancomunidad (1853). Su Historia general de Roma desde la fundación de la ciudad hasta la caída de Augústulo (1875) es un epítome conveniente de un vasto tema. Los triunviratos romanos (1876); San Pablo en Roma (1877); La conversión de los teutones continentales (1878); y Cuatro conferencias sobre algunos períodos de la historia de la Iglesia primitiva pronunciadas en la catedral de Ely (1879) completan la relación de sus escritos históricos y apologéticos.
George Rawlinson (1812-1902) compendió para su generación, de forma académica, los resultados de las investigaciones y excavaciones en Oriente, en una serie de obras de considerable aptitud constructiva, que apenas han sido aún superadas en lengua inglesa. La primera fue Las cinco grandes monarquías del mundo oriental antiguo; o historia, geografía y antigüedades de Caldea, Asiria, Babilonia, Media y Persia (en 4 volúmenes, 1862-67). Esta fue seguida por La sexta gran monarquía oriental; o geografía, historia y antigüedades de Partia (1873); a la que se unió La séptima gran monarquía oriental; o geografía, historia y antigüedades del Imperio sasánida o persa nuevo (1876). Complementarias a esta serie fueron la Historia del Antiguo Egipto (2 volúmenes, 1881) y la Historia de Fenicia (1889).

## Historia de América
El ensayista e historiador Arthur Helps (1813-1875) se dedicó con considerable éxito al estudio del descubrimiento de América y las primeras conquistas españolas. Publicó Los conquistadores del Nuevo Mundo en 1848, y Las conquistas españolas en América en cuatro volúmenes (1855-61). De esta última, una obra de gran valor e interés, aparecería una nueva edición, con mapas e introducción de M. Oppenheim, en Londres (1900). Cuando la demanda de sus obras históricas decayó, volvió a publicar por separado partes de éstas como biografías de De las Casas, Colón, Pizarro y Cortés.

## Historia de las religiones e historia eclesiástica
La Historia del cristianismo hasta la abolición del paganismo en el Imperio romano (1840), obra del clérigo anglicano Henry Hart Milman (1791-1868), fue completamente ignorada; pero muy diferente fue la acogida concedida a la continuación de dicho trabajo: su gran obra histórica, la Historia del cristianismo latino hasta la muerte del papa Nicolás V (1855), que ha alcanzado numerosas ediciones. Se trata de una de las obras históricas más importantes del siglo, caracterizada por igual por su distinción literaria y por su saber e investigación. Las deficiencias e inexactitudes menores son ampliamente compensadas por cualidades hasta entonces nada frecuentes en los historiadores eclesiásticos ―liberalidad, candor, solidaridad y apreciación católica de cada cualidad estimable en cada persona o facción―, las cuales no solo aportaron un encanto especial a la obra, sino que puede decirse que han elevado de forma permanente el nivel de la historia eclesiástica. Milman también poseía el fino sentido de la continuidad histórica, y la facultad de dotar de personalidad a las instituciones, tan necesaria para el historiador de una augusta institución como la Iglesia latina. Las diferenciaciones fundamentales entre el cristianismo latino y el griego u oriental y los paralelismos entre el cristianismo latino y el teutónico están admirablemente resueltos.
William Stubbs (1825-1901) fue eminente por igual en historia eclesiástica, como editor de textos y como historiador del constitucionalismo inglés. Ejerció como profesor en Navestock (Essex), donde permaneció dieciséis años, durante los cuales comenzó sus investigaciones históricas y publicó sus primeras obras. Su derecho a ser considerado como una autoridad en historia eclesiástica quedó demostrado en 1858 por su Registrum Sacrum Anglicanum, que establece la progresiva sucesión episcopal en Inglaterra, por muchas otras obras posteriores, y en particular por su contribución en la obra Concilios y documentos eclesiásticos, editada en colaboración con el reverendo A. W. Haddan, y de cuyo tercer volumen fue especialmente responsable. El Registrum Sacrum Anglicanum es un inventario de los obispos ingleses desde Agustín de Canterbury. Stubbs era un hombre de la High Church cuyas doctrinas y prácticas estaban bien fundadas en el aprendizaje y la veneración por la Antigüedad.
William Edward Hartpole Lecky (1838-1903) publicó en 1863 un ensayo sobre El sentido decadente de lo milagroso, que con posterioridad formaría los dos primeros capítulos de su Historia del racionalismo, publicada en dos volúmenes en enero de 1865. El estudio de la Historia de la civilización de Buckle condicionaría hasta cierto punto la orientación de sus propios escritos, y daría como resultado la producción de dos importantes obras, Historia del auge e influencia del espíritu del racionalismo en Europa (1865) e Historia de la moral europea desde Augusto hasta Carlomagno (2 volúmenes, 1869), ambas notables por su erudición, claridad e imparcialidad. Ambas, sin embargo, darían lugar a considerables controversias y críticas.
La Historia del racionalismo en Europa logró un éxito enorme e inmediato, y puso en seguida a Lecky, que entonces tenía solo veintisiete años, en primera fila entre los autores contemporáneos. Se trata de una llamativa combinación de historia y filosofía, de ensayo y narrativa. Su unidad deriva del predominio de una idea central: el desarrollo de la razón y el declive de la superstición como potencia en las sociedades humanas. Rastrea esta evolución desde los tiempos del paleocristianismo, a lo largo de los «años oscuros», hasta la Reforma. Tras discutir la creencia en la magia, la brujería y los milagros, el autor examina los desarrollos estéticos, científicos y morales del racionalismo, poniendo énfasis en la conexión entre los cambios artísticos y el progreso de las ciencias físicas, por un lado, y la evolución de las ideas morales, por otro lado.
El estudio es muy amplio; los datos e ilustraciones citados resultan ocasionalmente un tanto abrumadores; y hay cierta tendencia a la discursividad. El libro está escrito de principio a fin en un estilo pulido y solemne, que, aunque rara vez resulta brillante, siempre lo es lúcido, y ocasionalmente alcanza una apasionada elocuencia.
Su Historia de la moralidad europea desde Augusto hasta Carlomagno apareció, en dos volúmenes, en la primavera de 1869. El libro fue atacado tanto por los utilitaristas como por los ortodoxos, pero logró un éxito no inferior al de su predecesor, con el cual estaba tan estrechamente conectado como para ser, en cierto sentido, una secuela o una extensión en una dirección concreta. El mismo Lecky indica esta conexión diciendo que ambos libros "son un intento de examinar los méritos de ciertas opiniones teológicas de acuerdo con el método histórico (…)". La Historia del racionalismo "es una historia de la decadencia de dichas opiniones". El autor fue siempre un moralista «intuitivo», pero mantuvo firmemente la creencia de que las intuiciones morales son susceptibles de evolución, y que la historia muestra un continuo avance en los conceptos morales. Esta es la tesis principal del libro.
Estos libros dieron lugar a algunas críticas, especialmente el último mencionado, con su disertación inicial sobre «la historia natural de la moralidad», pero ambos han sido generalmente aceptados como comentarios perspicaces y sugestivos sobre una amplia gama de hechos.

## Historia militar
Sir John William Kaye (1814-1876), historiador militar, sirvió en el Ejército Británico (1832-41) antes de dedicarse a la literatura. Kaye fue un escritor prolífico, y un constante colaborador en publicaciones periódicas. En 1851 publicó su Historia de la guerra en Afganistán, en dos volúmenes. Publicó una Historia de la Administración de la Compañía Británica de las Indias Orientales en 1853. La obra más conocida de Kaye, la Historia de la guerra de los cipayos en la India, 1857-58, en tres volúmenes, apareció entre 1864 y 1876 y es "una narración bien ordenada y exhaustiva". En el último volumen, el autor reflexionaba sobre la conducta de la 52.ª infantería ligera y la tercera columna de asalto en el sitio de Delhi, y dio origen a una controversia.
Más conocido por su brillante y original libro de viajes Eōthen, la obra maestra del historiador A. W. Kinglake (1809-1891) fue su Historia de la guerra de Crimea en ocho volúmenes (1863-87), que es una de las obras más logradas en su género. Llevó a cabo la más elaborada investigación relativa a todos los incidentes de la guerra, cotejó cuidadosamente todas las evidencias disponibles, y no escatimó esfuerzos en pulir el estilo de su narrativa. La obra capital de Kinglake resulta demasiado minuciosa y concienzuda en proyección y ejecución para ser proporcionada en su conjunto, pero es un ejemplo estupendo de laborioso y talentoso afán. La escala sobre la que trabajó fue probablemente excesiva, y, como el interés por la guerra disminuyó, los lectores tuvieron menos paciencia con las completas descripciones de incidentes insignificantes. Su gran extensión juega en su contra, y no deja de caer en fuertes prejuicios y de cometer errores de parcialidad ―ha sido acusada de ser demasiado favorable a Lord Raglan y excesivamente hostil a Napoleón III, hacia quien el autor sentía una aversión extrema―, pero muestra una notable destreza en el manejo de enormes cantidades de despachos y detalles técnicos dentro de una narración interesante hasta resultar absorbente; está iluminada por descripciones físicas y esbozos de personajes de gran fidelidad y perspicacia; y, a pesar de su extensión, sigue siendo una de las piezas más pintorescas, vívidas y actuales de la narrativa histórica en lengua inglesa.

## Historia política
El historiador y moralista John Dalberg-Acton, Lord Acton (1834-1902) fue uno de los más grandes historiadores liberales clásicos de todos los tiempos. Sin embargo, ha pasado a la posteridad, ante todo, por la más célebre de sus citas, a menudo incorrectamente transcrita: "El poder tiende a corromper y el poder absoluto corrompe absolutamente".[cita requerida] Aparte de sus escritos en publicaciones periódicas Acton solamente publicó en vida algunas conferencias y cartas sueltas. Las dos Sobre la libertad, pronunciadas en Bridgnorth en 1877, aparecieron también traducidas al francés (París, 1878). Desde su muerte han sido publicadas sus Conferencias sobre Historia Moderna, editadas (1906) con introducción de J. N. Figgis y R. V. Lawrence; Historia de la libertad y otros ensayos (1907), con introducción de los editores; Ensayos y estudios históricos (1907); y Conferencias sobre la Revolución francesa (1910). Estos cuatro volúmenes, al igual que su conferencia inaugural, son una clara evidencia de sus facultades. La vasta erudición, la pasión por llegar a familiarizarse íntimamente con numerosos períodos diferentes, eran un obstáculo para la producción a gran escala. Ésta se veía también obstaculizada por una cierta falta de capacidad organizativa y un deficiente sentido de la proporción. Abandonó su proyecto de escribir una Historia de la libertad, que en realidad nunca fue más que una quimera demostrativa de su carencia de aptitud "arquitectónica". Sus ensayos son realmente monografías, y en muchos casos ni decían la última palabra sobre un tema ni hacían progresar de manera muy categórica el conocimiento del mismo. Como historiador, Acton sostenía muy firmemente al ideal de imparcialidad, a pesar de que sus escritos ilustran la imposibilidad de alcanzarlo. Las Conferencias sobre Historia Moderna son en realidad el desarrollo del mundo moderno tal como era concebido por un whig convencido ―y, salvo en la investigación efectiva de los hechos desnudos, ningún historiador resulta menos imparcial y más personalista en sus juicios que se muestra Acton en el volumen sobre La Revolución francesa―. Por otra parte, su escritura posee una nota tan característica como la de Macaulay, aunque muy diferente a ésta. Su estilo es complicado; epigramático, lleno de alusiones, solemne, pero nunca fluido. Ha sido denominado un "Meredith metido a historiador"; pero sus cualidades más notables son la pasión por la justicia política que se respira en todas sus expresiones, el sentido del valor supremo de la conciencia individual, y el irrenunciable deseo de libertad tanto en la Iglesia como en el Estado.

## Egiptología
La obra más importante de Sir John Gardner Wilkinson (1797-1875) es Usos y costumbres de los antiguos egipcios (3 volúmenes, 1837), a la que fueron añadidos con posterioridad dos volúmenes más sobre religión y mitología egipcias. En esta obra estándar, las exposiciones de los escritores antiguos acerca de Egipto, junto con los resultados de las excavaciones e investigaciones modernas dirigidas por el autor y otros, estaban lúcidamente organizadas, explicadas en un estilo fascinante, y ricamente ilustradas con planos, grabados y láminas en color. Los notables conocimientos de Wilkinson en botánica, zoología y técnicas artísticas, junto con su dominio de la literatura antigua, le otorgaban una aptitud única para el tratamiento de este tema; y se reconoció que había sacado a la luz numerosos datos nuevos relacionados con las costumbres, la historia y la religión egipcias. La obra dio a conocer al autor al público en general, como erudito científico y como escritor popular.
En 1843 publicó, con el título de Egipto musulmán y Tebas, una edición ampliada (en 2 volúmenes) de su primera obra popular, Topografía de Tebas y estudio general de Egipto, escrita a comienzos de la década de 1830, durante su larga estancia en Egipto. Esta obra contenía los principales resultados de las investigaciones del autor en Tebas, además de abundante información arqueológica y topográfica, y ofrecía las más completas orientaciones para los viajeros, incluyendo un buen vocabulario del árabe moderno.
Samuel Birch (1813-1885) editó los textos más complejos y los envió a expertos franceses y alemanes, por quienes eran sumamente apreciados. Pero nunca debe olvidarse que la primera gramática elemental egipcia, el primer diccionario jeroglífico, el primer tratado sobre arqueología egipcia, la primera historia popular de Egipto y la primera serie de traducciones populares del egipcio al inglés fueron escritos por él. Su habilidad para averiguar el significado de un texto era notable, y cualquiera que compare los resultados de sus trabajos con los de los investigadores recientes se sorprenderá de la sustancial exactitud de su labor. En ocasiones era un poco negligente con la forma literaria de sus traducciones, pero esto se debía principalmente a su ansiedad por situar ante sus lectores el significado exacto del texto. Sus abundantes lecturas de clásicos griegos y romanos le permitieron ilustrar la historia y la religión egipcias; y, por otro lado, su conocimiento de las inscripciones egipcias le proporcionó con frecuencia pistas sobre el significado de oscuras referencias en los clásicos.
Encontró tiempo para hacer traducciones del Libro de los muertos y del Papiro Harris, y numerosos catálogos y guías. Además, escribió una historia de la alfarería que durante mucho tiempo fue considerada obra de referencia, investigó el silabario chipriota, y demostró mediante varias publicaciones que no había perdido su viejo interés por el chino.